# Universiteit van Michigan
De Universiteit van Michigan, ook wel UM, UMich, U of M of kortweg Michigan is een publieke onderzoeksuniversiteit in de staat Michigan. De universiteit is opgericht in Detroit in 1817 en daarna verhuisd naar Ann Arbor in 1837. De Ann Arbor-campus is de oudste universiteit van Michigan en de hoofdvestiging van de Universiteit van Michigan. Zij heeft graduate-programma's in informatiewetenschappen, sociaal werk, overheidsbeleid en onderwijs, evenals enkele beroepsopleidingen zoals het College of Engineering, College of Literature, Science, and the Arts, Law School, Medical School, Ross School of Business en de School of Music.

## Campus

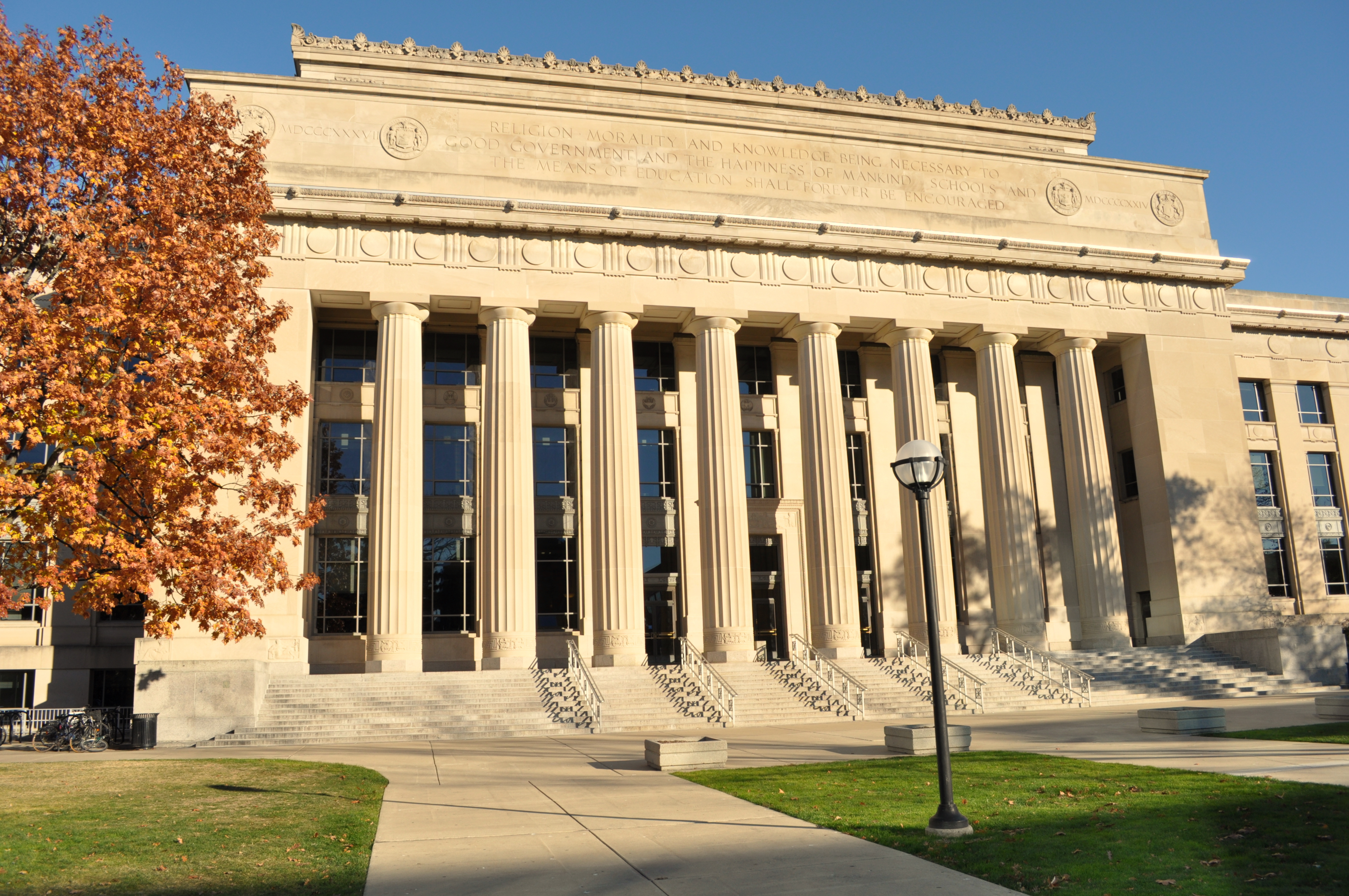
Angell Hall

De Ann Arbor-campus is verdeeld in de Noord-, Zuid- en Centrale campus met samen meer dan 300 gebouwen op 3 km2. De campus heeft ook nog gebouwen in de stad, waarvan vele gebruikt worden door organisaties die verbonden zijn aan de universiteit. De universiteit heeft ook een kantoorgebouw, genaamd de Wolverine-toren in zuidelijk Ann Arbor. Een andere groot onderdeel vormen de Matthaei Botanical Gardens, gelegen in de oostelijke buitenwijken van Ann Arbor.

## Neerlandistiek
Binnen haar faculteit Germaanse taal en letteren beschikt de universiteit over een uitgebreide afdeling neerlandistiek. Daarmee behoort ze tot de bijna 50 Amerikaanse universiteiten waar men Nederlands kan studeren.
De universiteitsbibliotheek van Michigan beschikt over een uitgebreide verzameling neerlandistiek met boeken, handschriften en dergelijke uit de Lage Landen. Binnen haar soort behoort deze tot de belangrijkste van de Verenigde Staten. Met een aantal pronkstukken ervan, de Netherlandic Treasures, pakt ze ook uit op het web.

## Muziek, theater en dans
Een onderdeel van de universiteit vormt de School of Music, Theatre & Dance. De school bewaart de Stearns Collection of Muscical Instruments met 2500 historische en moderne muziekinstrumenten uit de gehele wereld.

## Sport
De sportteams van de universiteit heten de Wolverines (veelvraten), naar de mascotte van de staat Michigan. Ze nemen deel aan de NCAA's Division I-A en in de Big Ten Conference met alle sporten behalve ijshockey, waarmee men deelneemt aan de Central Collegiate Hockey Association.

## Bekende studenten en medewerkers
- Frances E. Allen, informaticus
- Fred Barrie, botanicus
- Mike Barrowman, Olympisch zwemkampioen
- Mark Chase, botanicus
- Thomas Daniel, botanicus
- William DeHart Hubbard, olympisch kampioen verspringen
- Elizabeth Eisenstein, historicus
- Gerald Ford, voormalig president van de Verenigde Staten
- Philip Gingerich, paleontoloog
- Robbert Gradstein, botanicus
- James Earl Jones, acteur
- Lucy Liu, actrice
- Madonna, zangeres
- James McDivitt, astronaut
- Gordon McPherson, botanicus
- Daniel Moerman, antropoloog en etnobotanicus
- Iggy Pop, rockzanger
- Joe Dassin, zanger
- Alec Pridgeon, botanicus
- Larry Page, een van de oprichters van Google
- Jeffrey Palmer, botanicus
- Martinus Veltman (natuurkundige), Nobelprijswinnaar natuurkunde
- Juwan Howard, basketballer bij de Miami Heat
- Jamal Crawford, basketballer bij de Atlanta Hawks
- Darren Criss, zanger, acteur
- Tom Brady, Americanfootballspeler bij de New England Patriots